# Liste des sénateurs de la Lozère
Voici la liste des sénateurs de la Lozère, département dans lequel il y a un seul siège.

## Sénateurs de laIIIeRépublique
- 1876 - 1879 : Anatole de Colombet de Landos
- 1876 - 1879 : Joseph Dominique Aldebert de Chambrun
- 1879 - 1896 : Thomas de Rozière (mort en 1896)
- 1879 - 1903 : Théophile Roussel (mort en 1903)
- 1896 - 1906 : Jean Monestier
- 1903 - 1933 : Emmanuel de Las-Cases
- 1906 - 1928 : Paulin Daudé-Gleize (mort en 1928)
- 1928 - 1930 : Joseph Bonnet de Paillerets (mort en 1930)
- 1930 - 1941 : Louis Bringer
- 1933 - 1941 : Pierre de Chambrun

## Sénateurs de laIVeRépublique
| Période         | Période       | Sénateur       | Parti | Parti | Groupe | Groupe |
| --------------- | ------------- | -------------- | ----- | ----- | ------ | ------ |
| 8 décembre 1946 | 19 juin 1955  | Charles Morel  |       | DVD   |        | CRARS  |
| 19 juin 1955    | 26 avril 1959 | Georges Bonnet |       | DVD   |        | CRARS  |

## Sénateurs de laVeRépublique
| Période           | Période          | Sénateur       | Parti | Parti      | Groupe | Groupe   |
| ----------------- | ---------------- | -------------- | ----- | ---------- | ------ | -------- |
| 28 avril 1959     | 25 juin 1973     | Georges Bonnet |       | CNIP, FNRI |        | RI       |
| 26 juin 1973      | 26 mai 1985      | Jules Roujon   |       | FNRI, UDF  |        | RI, UREI |
| 27 mai 1985       | 9 septembre 1994 | Joseph Caupert |       | UDF        |        | UREI, RI |
| 10 septembre 1994 | 1er octobre 2001 | Janine Bardou  |       | UDF, DL    |        | RI       |
| 1er octobre 2001  | 1er octobre 2011 | Jacques Blanc  |       | DL, UMP    |        | RI, UMP  |
| 1er octobre 2011  | 3 mars 2020      | Alain Bertrand |       | PS, LREM   |        | RDSE     |
| 4 mars 2020       | en cours         | Guylène Pantel |       | PS         |        | RDSE     |